# Saturno (álbum)
Saturno (estilizado en mayúsculas) es el tercer álbum de estudio del cantante puertorriqueño Raúl Alejandro Ocasio Ruiz, más conocido como Rauw Alejandro. Fue lanzado el 
11 de noviembre de 2022 a través de Sony Music Latin y Duars Entertainment. El álbum cuenta con colaboraciones de Baby Rasta, DJ Playero, Chris Palace, Arcángel, Súbelo NEO, Lyanno y Brray.

## Antecedentes y lanzamiento
Tras lanzar su anterior álbum de estudio «Vice Versa» y su EP «Trap Cake, Vol. 1» Rauw comenzó a preparar su tercer álbum de estudio.
En agosto de 2022 reveló en un video en sus redes sociales su tercer álbum de estudio y el título que lleva por nombre "Saturno". En octubre de 2022 finalmente reveló la fecha de lanzamiento de "Saturno" y programado su lanzamiento para el 11 de noviembre de 2022.
El álbum fue lanzado el 11 de 
noviembre de 2022 a través de las discográficas Sony Music Latin y Duars Entertainment.

## Sencillos
El primer sencillo del álbum fue «Lokera», una colaboración con Lyanno y Brray lanzado el 25 de julio de 2022. El segundo sencillo fue «Punto 40» con Baby Rasta, lanzado el 22 de septiembre de 2022.
Tras el éxito de «Punto 40», Alejandro lanzó «Dime quién????» el 28 de octubre de 2022. El 10 de noviembre de 2022 lanzó el video de «Lejos del cielo».
El último sencillo del álbum, «Panties y brasieres», una colaboración con el reguetonero puertorriqueño Daddy Yankee, fue lanzado el 26 de enero de 2023.

## Recepción de la crítica
Julyssa Lopez de Rolling Stone dice que Rauw Alejandro encuentra su propio lugar en el cosmos pop en Saturno.

## Desempeño comercial
Saturno debutó en el número 25 en el Billboard 200 de EE. UU., incluido el número 2 en las listas Top Latin Albums y Latin Rhythm Albums con 19,000 unidades equivalentes a álbumes.
El álbum fue certificado 7 X Platino por RIAA con 420 000 unidades.

## Secuela potencial
En abril de 2023, Alejandro se burló de su cuarto álbum de estudio como una secuela de Saturno con un lanzamiento programado para julio de 2023 en Twitter.

## Listado de pistas
| Lista de canciones de "Saturno" |                                          |                                                                                               |                                                              |          |  |
| N.º                             | Título                                   | Escritor(es)                                                                                  | Productor(es)                                                | Duración |  |
| 1.                              | «Saturno»                                | Raúl Alejandro Ocasio Ruiz                                                                    | El Zorro • Kenobi • Sr. Nais Gai                             | 1:31     |  |
| 2.                              | «Punto 40» (con Baby Rasta)              | Ocasio • Pedro Torruellas                                                                     | El Zorro • Kenobi • Sr. Nais Gai • DJ Playero                | 3:10     |  |
| 3.                              | «Más de una vez»                         | Ocasio                                                                                        | El Zorro • Kenobi • Mr. NaisGai                              | 4:05     |  |
| 4.                              | «Lejos del cielo»                        | Raúl Alejandro Ocasio Ruiz                                                                    | El Zorro • Kenobi • Mr. NaisGai                              | 3:28     |  |
| 5.                              | «Dejau'» (con DJ Playero)                | Alejandro Ocasio                                                                              | El Zorro • Kenobi • DJ Playero                               | 3:02     |  |
| 6.                              | «Gatas» (con Chris Palace)               | Raúl Ocasio • Christian Palacios • Omar Valdez                                                | El Zorro • MadMusick                                         | 3:27     |  |
| 7.                              | «Panties y brasieres» (con Daddy Yankee) | Raúl Alejandro Ocasio Ruiz • Ramón Luis Ayala Rodríguez                                       | El Zorro • Caleb Calloway • Álvarito Díaz • Magic en el Beat | 3:17     |  |
| 8.                              | «Cazadores» (con Arcángel)               | Raúl Alejandro Ocasio Ruiz • Austin Agustín Santos                                            | El Zorro • Kenobi • Mr. NaisGai                              | 3:46     |  |
| 9.                              | «Deca' a Las Vegas»                      | Ocasio                                                                                        | El Zorro • Mr. NaisGai                                       | 1:27     |  |
| 10.                             | «Que rico chingamos»                     | Ocasio                                                                                        | El Zorro • Kenobi                                            | 4:06     |  |
| 11.                             | «Ron cola» (con Súbelo NEO)              | Raúl Alejandro Ocasio Ruiz                                                                    | El Zorro • Súbelo NEO • Rvssian                              | 3:06     |  |
| 12.                             | «No me sueltes»                          | Ocasio                                                                                        | El Zorro • Mr. NaisGai                                       | 2:42     |  |
| 13.                             | «Verde menta»                            | Ocasio                                                                                        | El Zorro • Kenobi • Mr. NaisGai • Calloway                   | 3:08     |  |
| 14.                             | «Corazón despeinado»                     | Ocasio                                                                                        | El Zorro • Kenobi • Mr. NaisGai                              | 3:27     |  |
| 15.                             | «Dime quién????»                         | Raúl Alejandro Ocasio Ruiz • James Bell • Abner Cordero Boria • Red Triangle • Josh Wilkinson | El Zorro • Red Triangle • Tainy                              | 2:44     |  |
| 16.                             | «Rauleeto (Skit)»                        | Ocasio                                                                                        | El Zorro                                                     | 1:10     |  |
| 17.                             | «De Carolina» (con DJ Playero)           | Ocasio                                                                                        | El Zorro • Kenobi • DJ Playero • Calloway                    | 3:01     |  |
| 18.                             | «Lokera» (con Lyanno y Brray)            | Ocasio • Edgar Cuevas • Bryan García Quiñones                                                 | El Zorro • Mr. NaisGai • Caleb Calloway • Slow Jamz          | 3:17     |  |
| 54:03                           |                                          |                                                                                               |                                                              |          |  |

Notas
- Todos los títulos de las pistas están estilizados en mayúsculas.

## Créditos y personal
Músicos
- Rauw Alejandro – voz
- Katriana Huguet – coros (pistas 3, 9, 14)
- Alessandra Bregante – coros (3, 14)
- Samantha Cámara – coros (3, 14)
- Wendy Besada Rodríguez – coros (3, 14)

Técnico
- Josh Gudwin – mezcla (1, 3, 4, 6, 8–)
- José "Colla" Collazo – mezcla (2, 5, 7, 8, 10, 11, 16, 17), masterización (2, 5, 7, 14–17)
- José "Huertvs" Huertas – mezcla (2, 5, 7, 16, 17), masterización (5, 7, 14–17)
- Chris Gehringer – masterización (1, 3, 4, 6, 8–14)
- Jorge "Kenobi" Pizarro Ruiz – ingeniería
- Samuel "Ehxx el Profesor" Serrano – ingeniería (8)
- Eric Duars – producción ejecutiva

## Posicionamiento en listas
| Lista (2024)                      | Mejor posición |
| --------------------------------- | -------------- |
| España (PROMUSICAE)               | 2              |
| Estados Unidos (Billboard 200)    | 25             |
| Estados Unidos (Top Latin Albums) | 2              |

| Lista (2022)                   | Posición |
| ------------------------------ | -------- |
| Álbumes Españoles (PROMUSICAE) | 38       |

## Certificaciones
| País                  | Certificación        | Ventas  |
| --------------------- | -------------------- | ------- |
| México (AMPROFON)     | Oro                  | 70,000  |
| España (PROMUSICAE)   | Platinum             | 40,000  |
| Estados Unidos (RIAA) | 7 x Platino (Latino) | 420,000 |